# Agromyza nana
Agromyza nana este o specie de muște din genul Agromyza, familia Agromyzidae, descrisă de Johann Wilhelm Meigen în anul 1830. Conform Catalogue of Life specia Agromyza nana nu are subspecii cunoscute.